# 16 decembrie
ianuarie • februarie • martie  • aprilie  • mai  • iunie  • iulie  • august  • septembrie  • octombrie  • noiembrie  • decembrie
16 decembrie este a 350-a zi a calendarului gregorian și a 351-a zi în anii bisecți. Mai sunt 15 zile până la sfârșitul anului.

## Evenimente

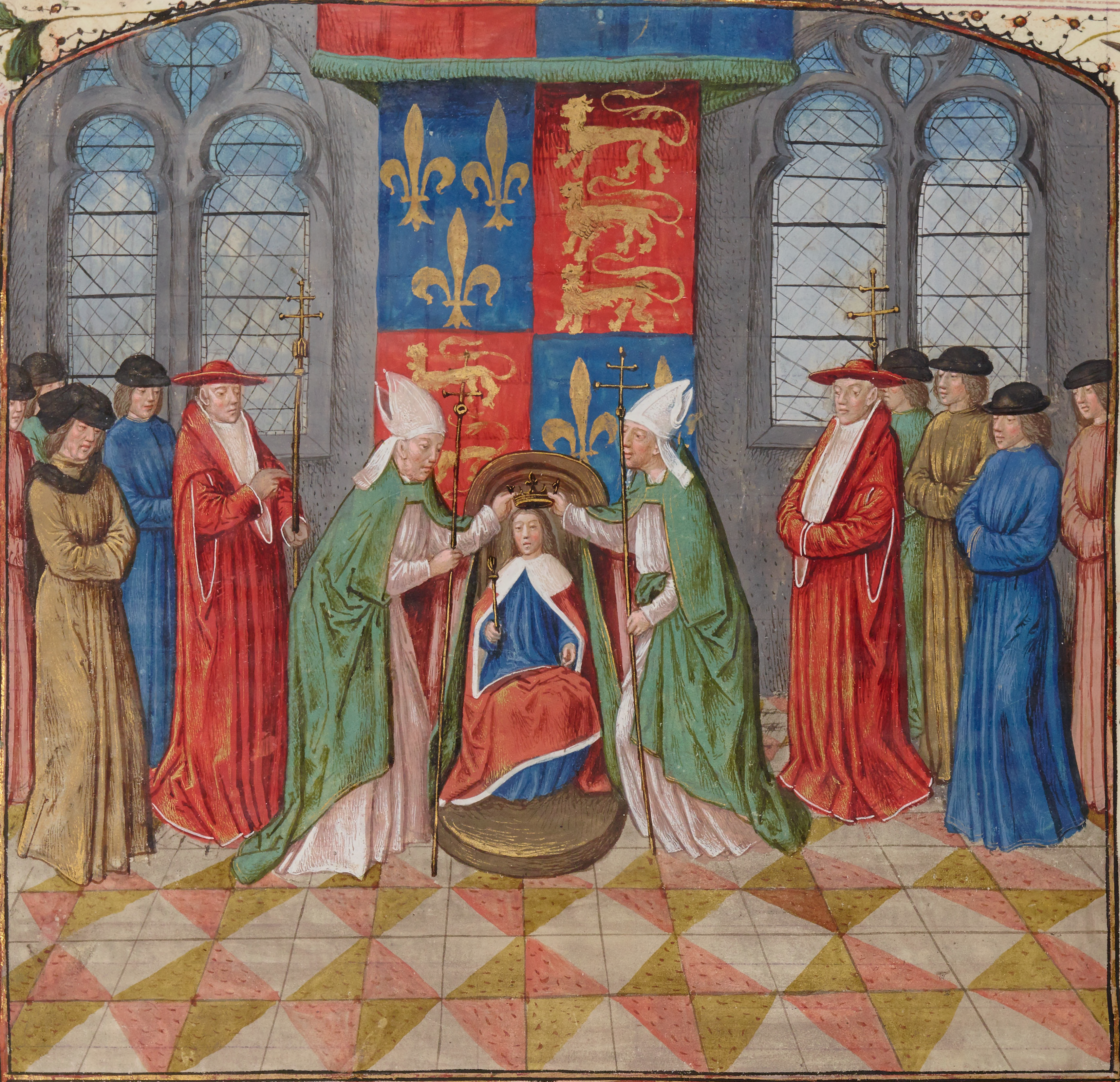
1431: Henric al VI-lea al Angliei este încoronat rege al Franței la Notre-Dame de Paris.

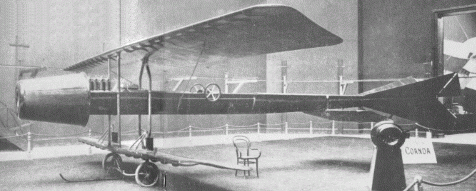
1910: Are loc, la Issy-les-Moulineaux, lângă Paris, primul zbor experimental din lume al unui avion cu reacție, inventat și pilotat de Henri Coandă. În fotografie avionul Coandă-1910

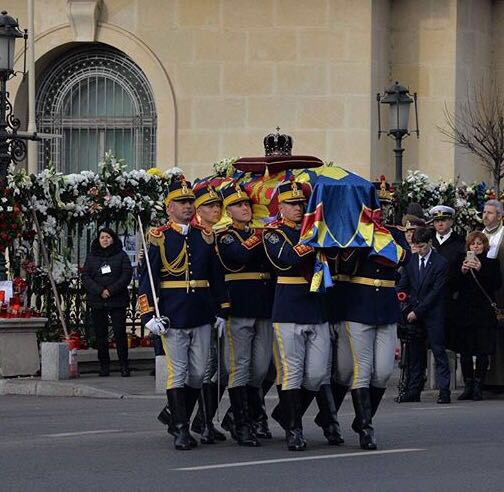
2017: Funeraliile regelui Mihai I al României

- 1431: Războiul de 100 de Ani: Henric al VI-lea al Angliei este încoronat rege al Franței la Notre-Dame de Paris.[1]
- 1554: Wilno (Polonia): Este parafat "Tratatul de alianță și de pace eternă" între Alexandru Lăpușneanu, domnul Moldovei și Sigismund al II-lea August, regele Poloniei.
- 1575: Un cutremur estimat la 8,5 grade magnitudine a lovit Valdivia, Chile.
- 1607: Lupte pentru domnia Moldovei între fiii lui Ieremia Movilă și Simion Movilă. În lupta de la Ștefănești, în 16 decembrie, Constantin Movilă l-a înfrânt pe vărul său Mihailaș, cucerind tronul Moldovei.
- 1653: Oliver Cromwell devine Lord protector al Angliei, Scoției și Irlandei (până în 1658).
- 1707: Vulcanul Fuji, cel mai înalt munte din Japonia, începe ultima sa erupție. Erupția a durat până la 1 ianuarie 1708.
- 1773: În provincia britanică Province of Massachusetts Bay, devenită ulterior statul american Massachusetts, în rada portului Boston, coloniști distrug prin scufundare o mare cantitate de încărcături de ceai. Evenimentul, cunoscut ca Boston Tea Party devine una din scânteile Revoluției americane (1776 - 1784).
- 1811: În New Madrid, din Missouri, SUA, are loc primul cutremur dintr-o serie lungă de cutremure severe.
- 1848: Adunarea fruntașilor români transilvăneni la Sibiu, unde se adoptă o petiție națională prin care se protestează împotriva "unirii" forțate a Transilvaniei cu Ungaria, hotarâtă în martie 1848.
- 1910: Are loc, la Issy-les-Moulineaux, lângă Paris, primul zbor experimental din lume al unui avion cu reacție, inventat și pilotat de Henri Coandă.
- 1918: Decret privind exproprierea pământului. Începutul reformei agrare (între 1918-1921 s–au expropriat de la vechii proprietari aproximativ 6 milioane ha de pamânt ce au fost împărțite țăranilor, modificându–se astfel structura proprietății în noua Românie).
- 1920: Cutremurul Haiyuan, de 8,5 Mw, lovește provincia Gansu din China, ucigând aproximativ 200.000 de oameni
- 1922: Președintele Poloniei, Gabriel Narutowicz, este asasinat de pictorul, Eligiusz Niewiadomski, la Galeria Zachęta din Varșovia.
- 1938: Este înființat partidul Frontul Renașterii Naționale, sub conducerea regelui Carol al II-lea. După alegerile din iunie 1939, câștigate de FRN, devenit partid unic, un decret-lege cerea tuturor deputaților și senatorilor să poarte uniforma FRN și să presteze juramânt de credință regelui.
- 1944: Al Doilea Război Mondial: Ultima ofensivă germană în Vest: "Ofensiva din Ardeni".
- 1945: Conferința miniștrilor Afacerilor Externe ai URSS, SUA și Marii Britanii. În privința României, Conferința hotărăște recunoașterea guvernului condus de Petru Groza, dar cere includerea câte unui reprezentant al PNL și PNȚ precum și organizarea de alegeri libere.
- 1963: Stabilirea de relații diplomatice, la rang de ambasadă între România și Tunisia.
- 1970: A avut loc premiera filmului Love Story, regia Arthur Hiller, film ce a avut un imens succes de public (protagoniști: Ali Mac Graw și Ryan O´Neal).
- 1989: începe Revoluția Română la Timișoara. De la nemulțumiri locale (hotărârea judecătorească după care pastorul reformat Laszlo Tokes urma să fie strămutat în altă localitate), se ajunge la revendicări pe plan politic. Timișorenii se strâng în față bisericii reformate unde slujea Laszlo Tokes. În noaptea de 16 spre 17 decembrie au loc confruntări între manifestanți și forțele de ordine.
- 2017: Slujba de înmormântare a Regelui Mihai I al României a avut loc la Catedrala Patriarhală din București și a fost oficiată de Patriarhul Daniel. Apoi cortegiul s-a deplasat cu trenul regal la noua Catedrală din Curtea de Argeș, unde regele a fost înmormântat alături de soția sa, regina Ana. La funeralii au participat Regele Carl al XVI-lea Gustaf al Suediei și Regina Silvia a Suediei, Marele Duce de Luxemburg, Prințul Charles de Wales, Regele Juan Carlos I al Spaniei și Regina Sofia a Spaniei, Regele Regele Simeon al II-lea al Bulgariei, Regina Anne-Marie a Greciei și reprezentanți ai mai multor casele regale și imperiale.[2]

## Nașteri
- 1485: Catherine de Aragon, regină a Angliei (d. 1536)
- 1770: Ludwig van Beethoven, compozitor german (d. 1827)
- 1773: José Aparicio, pictor spaniol (d. 1838)
- 1775: Jane Austen, scriitoare engleză (d. 1817)
- 1777: François Joseph Heim, pictor francez (d. 1865)
- 1790: Leopold I al Belgiei, rege (d. 1865)
- 1804: Viktor Buniakovski, matematician rus (d. 1889)
- 1857: Edward Emerson Barnard, astronom american (d. 1923)
- 1860: Ioan Dragalina, general român (d. 1916)
- 1872: István Réti, pictor maghiar (d. 1945)
- 1878: Nicolae Bănescu, istoric român (d. 1971)
- 1884: Ion N. Angelescu, economist, profesor universitar și om politic român (d. 1930)

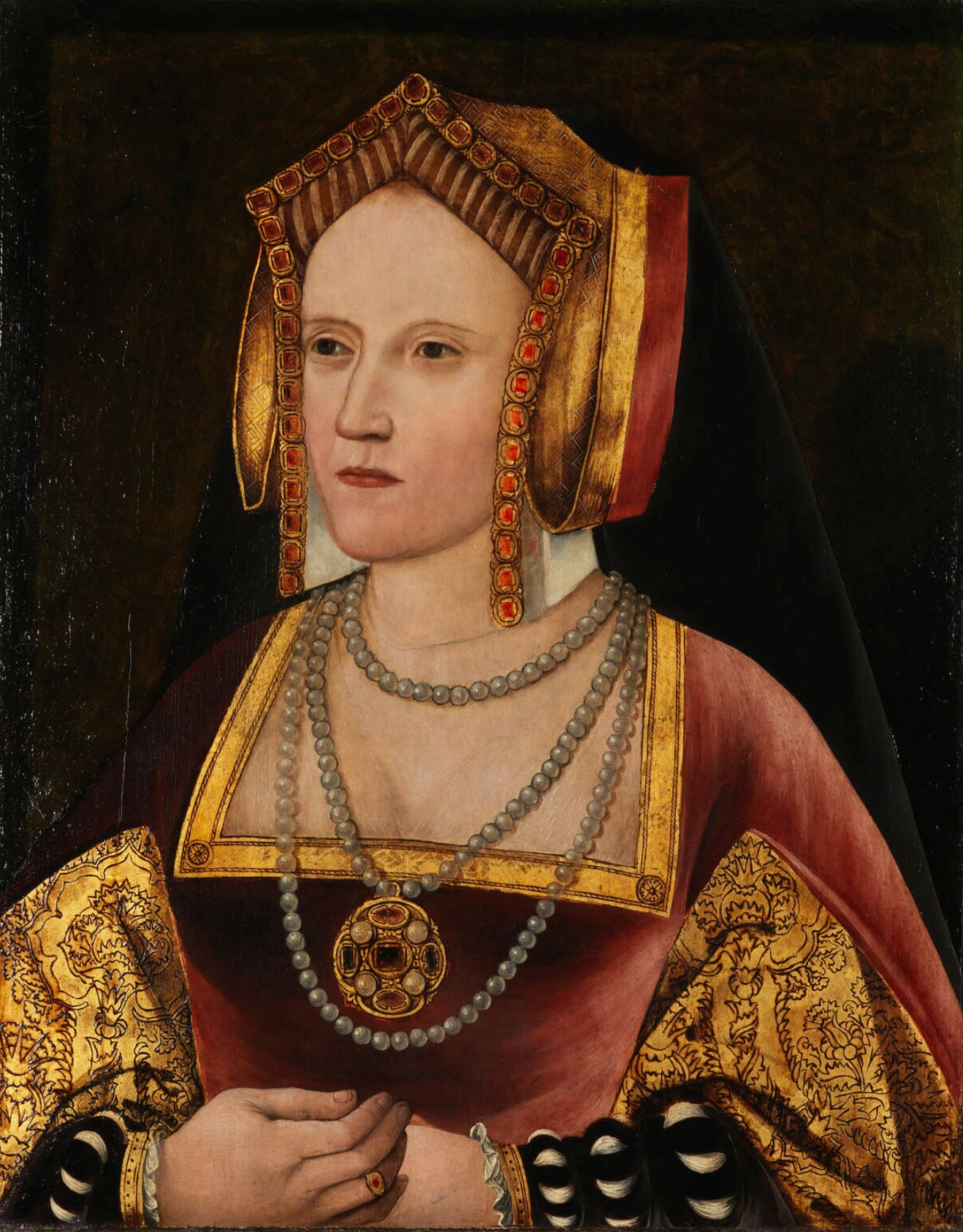
Catherine de Aragon, regină a Angliei
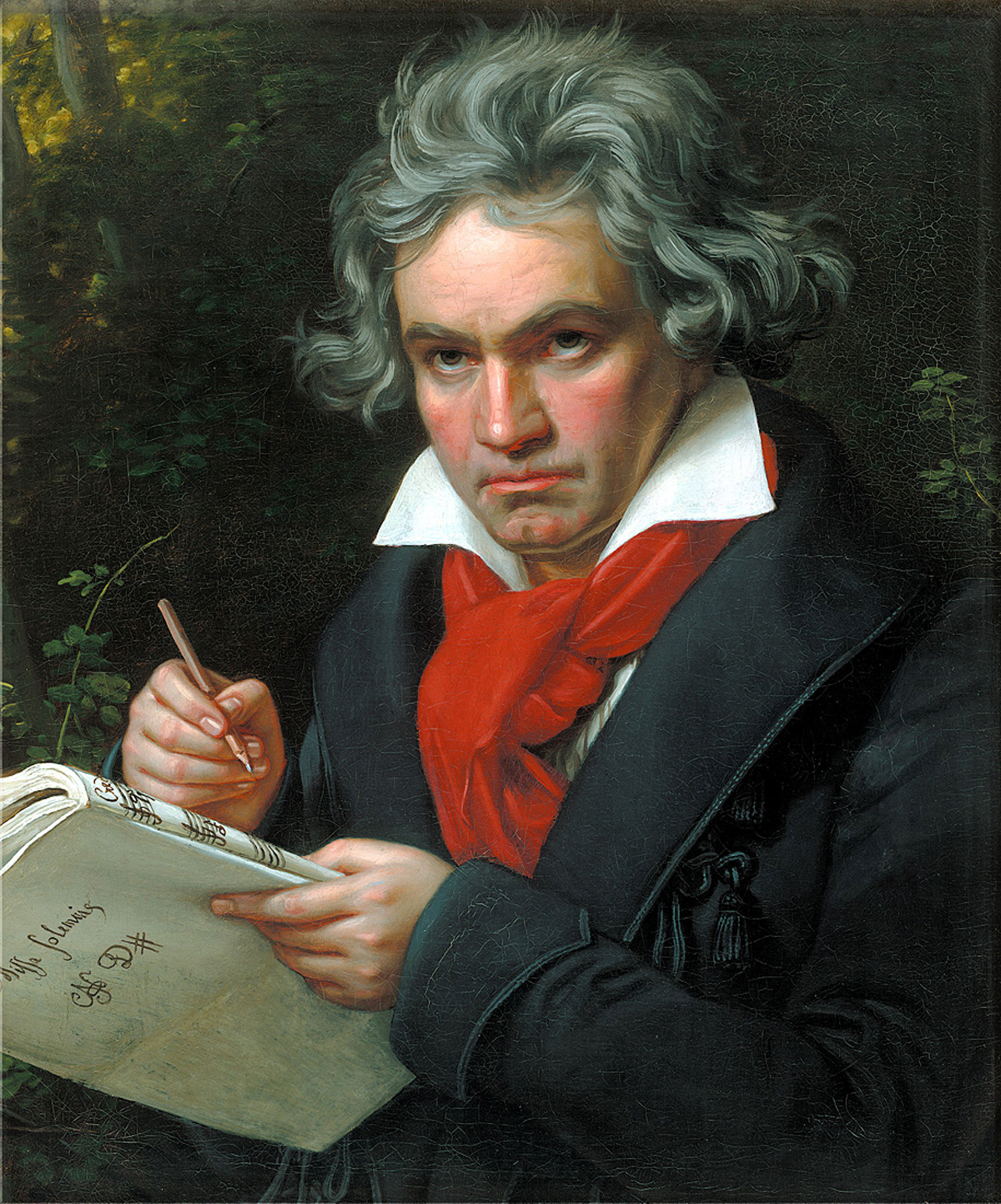
Ludwig van Beethoven, compozitor german
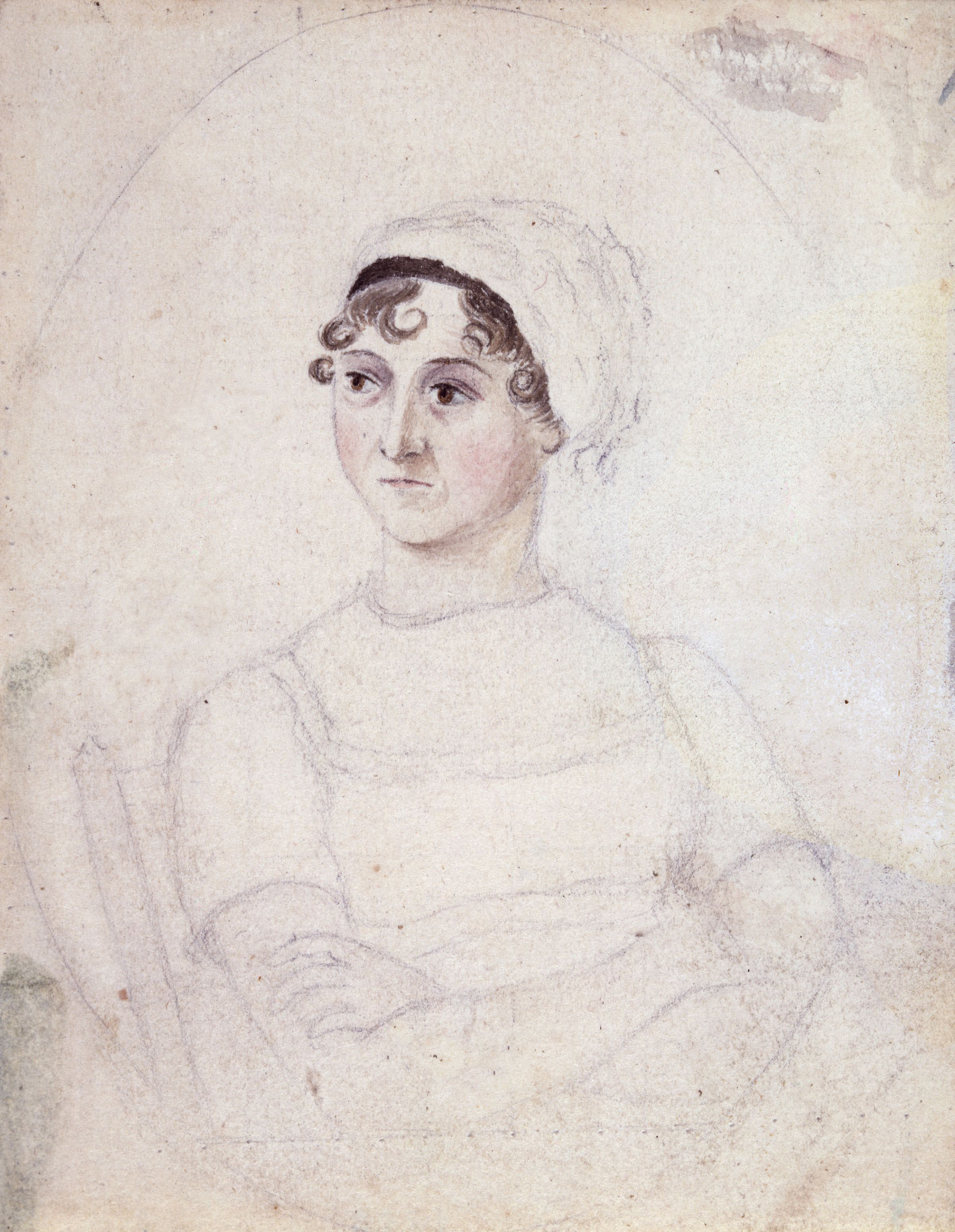
Jane Austen, scriitoare engleză

- 1887: Ion Bărbulescu, pictor român (d. 1969)
- 1888: Alexandru I al Iugoslaviei, rege al Iugoslaviei (1929 – 1934), (d. 1934)
- 1900: Rudolf Diels, politician german (d. 1957)
- 1902: Rafael Alberti, scriitor spaniol (d. 1999)
- 1904: Coriolan Tămăian, preot român, deținut politic (d. 1990)
- 1906: Martí Ventolrà, fotbalist spaniol (d. 1977)
- 1914: Țvetana Romanska, folcloristă și etnografă bulgară (d. 1969)
- 1917: Arthur C. Clarke, scriitor britanic de SF (d. 2008)
- 1928: Philip K. Dick, scriitor american (d. 1982)
- 1932: Rodion Șcedrin, compozitor, pianist și pedagog rus
- 1935: Ion Buga, politician moldovean
- 1936: Constantin Flondor, artist plastic
- 1937: Marin Gherasim, pictor român (d. 2017)
- 1937: Mitsuo Kamata, fotbalist japonez
- 1950: Nelu Ploieșteanu, interpret român de muzică lăutărească (d. 2021)
- 1952: Jorge Luis Pinto, antrenor de fotbal columbian
- 1953: Leonard Oprea, prozator, eseist român
- 1955: Lorenz al Belgiei, Arhiduce de Austria-Este
- 1960: Mark Wotte, fotbalist neerlandez
- 1963: Viorica Dăncilă, politiciană română, prim-ministru al României (2018 - 2019)
- 1964: Mircia Giurgiu, politician român
- 1971: Paul van Dyk, DJ german
- 1972: Željko Kalac, fotbalist australian
- 1973: Scott Storch, rapper, producător american
- 1975: Valentin Bădoi, jucător și antrenor de fotbal român
- 1979: Valeria Beșe, handbalistă română
- 1979: Mihai Trăistariu cântăreț român
- 1980: Baek Bong Ki, actor sud-coreean
- 1981: Joshua Rose, fotbalist australian
- 1982: Cristina Ghiță, scrimeră română
- 1983: Ana-Claudia Țapardel, politiciană română
- 1984: Alex Schwazer, atlet italian
- 1985: Aylin Cadîr cântăreață și actriță română de origine turcă
- 1988: Mats Hummels, fotbalist german
- 1998: Silvia Zarzu, gimnastă română

## Decese
- 0999: Adelaida de Burgundia, a doua soție a împăratului Otto I cel Mare (n. 931)
- 1325: Carol de Valois, fondatorul Casei de Valois (n. 1270)
- 1672: Ioan Cazimir al II-lea Vasa (n. 1609)
- 1744: Maria Anna de Austria, sora mai mică a împărătesei Maria Tereza de Austria  (n. 1718)
- 1751: Leopold al II-lea, Prinț de Anhalt-Dessau (n. 1700)
- 1779: Împăratul Go-Momozono al Japoniei (n. 1758)
- 1783: Johann Adolph Hasse, compozitor german (n. 1699)
- 1816: Ferenc Benkő, pastor reformat, pedagog și mineralog transilvănean (n. 1745)
- 1871: Willibald Alexis, scriitor german (n. 1798)
- 1891: Ion Ionescu de la Brad, revoluționar pașoptist român, întemeietorul științei agricole românești, membru de onoare al Academiei Române (n. 1818)

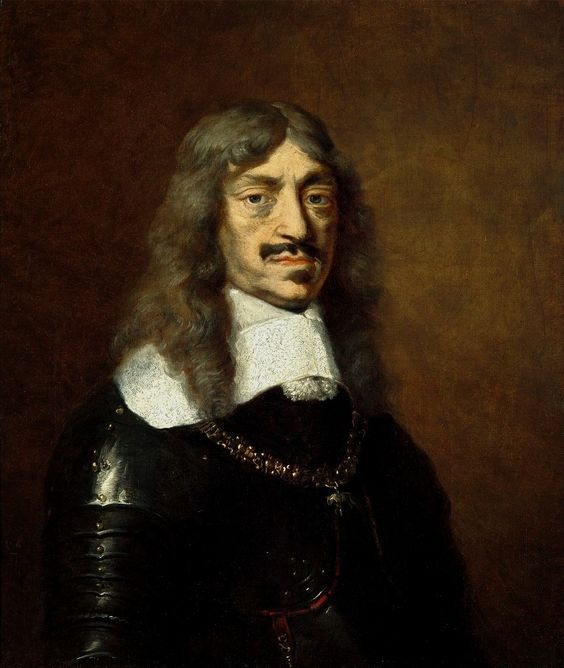
Ioan Cazimir al II-lea Vasa, rege al Poloniei
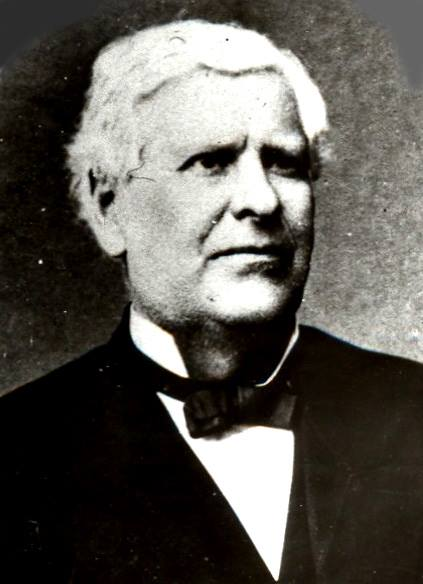
Ion Ionescu de la Brad, revoluționar pașoptist român
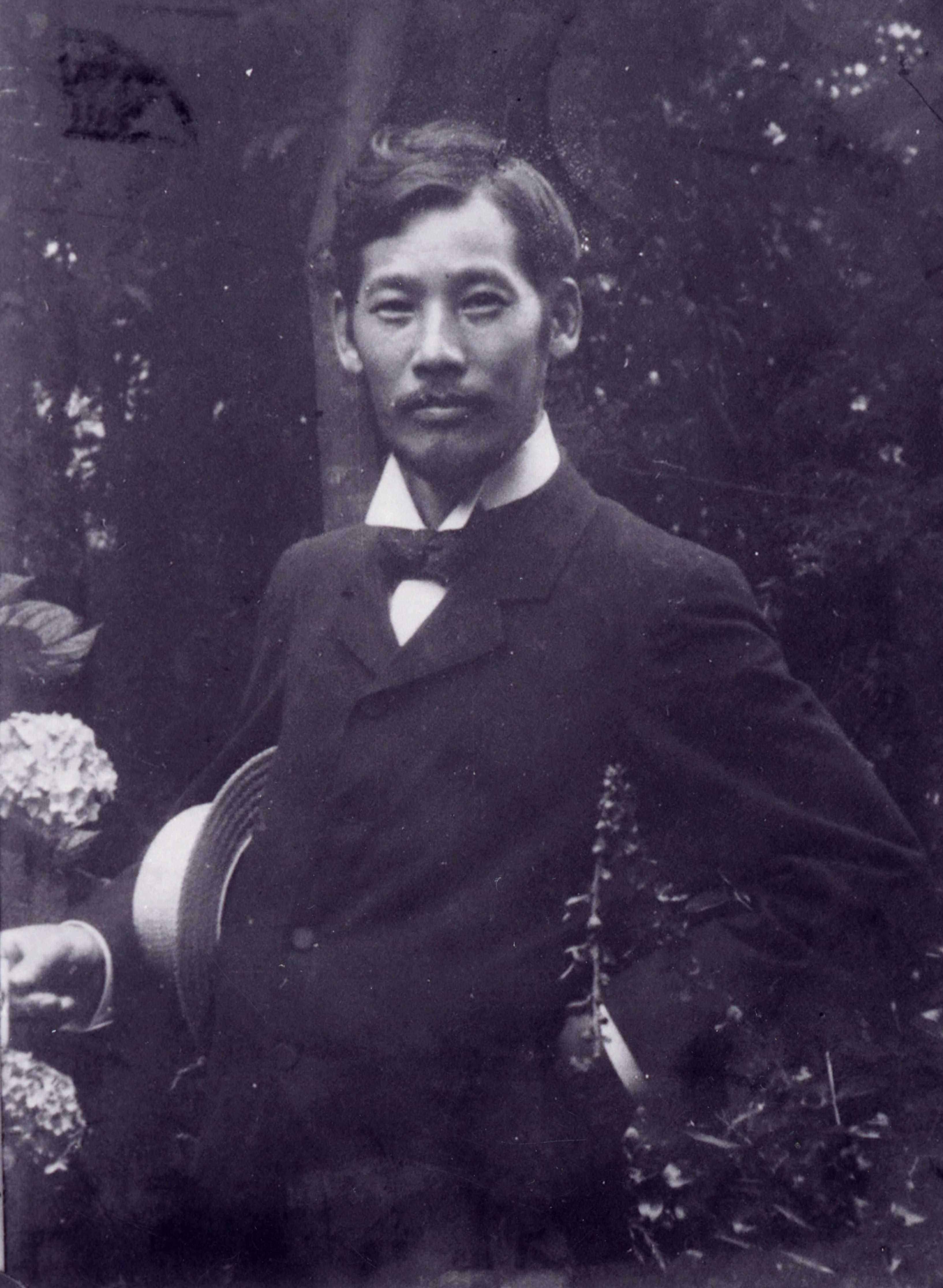
Okada Saburōsuke, pictor japonez

- 1894: Alexandru Orăscu, arhitect, inginer, matematician (n. 1817)
- 1897: Alphonse Daudet, scriitor francez (n. 1840)
- 1909: Adelaide de Löwenstein-Wertheim-Rosenberg, soția regelui Miguel I al Portugaliei (n. 1831)
- 1921: Camille Saint-Saëns, compozitor francez (n. 1835)
- 1922: Gabriel Narutowicz, primul președinte polonez (n. 1865)
- 1939: Okada Saburōsuke, pictor japonez (n. 1869)
- 1943: Nicolae Ghica-Budești, arhitect, unul dintre promotorii stilului neoromanesc în arhitectură (n. 1869)
- 1945: Giovanni Agnelli, om de afaceri italian, fondatorul firmei constructoare de mașini Fiat (n. 1866)
- 1975: Eugen Aburel, medic român (n. 1899)
- 1991: Mihai Berechet, actor, regizor de teatru și memorialist român (n. 1927)
- 2008: Eugen Cizek, istoric și filolog român (n. 1932)
- 2016: Ion Toboșaru, critic de film român (n. 1930)
- 2018: Mircea Petescu, jucător și antrenor român de fotbal (n. 1943)

## Sărbători
- Sf. Iosif din Nazaret (calendar ortodox)
- Sf. Prooroc Agheu (calendar creștin-ortodox; calendar greco-catolic)
- Sf. Mucenic Marin (calendar creștin-ortodox)
- Sf. Teofana imparateasa (calendar creștin-ortodox)
- Sf. Adelaida (calendar romano-catolic)

- Africa de Sud: Day of Reconciliation (1838)